# Rhinolophus malayanus
Rhinolophus malayanus (Bonhote, 1903) è un Pipistrello della famiglia dei Rinolofidi diffuso nell'Ecozona orientale.

## Descrizione

### Dimensioni
Pipistrello di piccole dimensioni, con la lunghezza della testa e del corpo tra 40 e 50 mm, la lunghezza dell'avambraccio tra 38 e 44 mm, la lunghezza della coda tra 18 e 27 mm, la lunghezza del piede tra 9 e 10 mm, la lunghezza delle orecchie tra 17 e 20 mm e un peso fino a 9 g.

### Aspetto
La pelliccia è moderatamente lunga. Le parti dorsali sono marroni, mentre le parti ventrali variano dal giallo-brunastro chiaro al bianco. È presente una fase completamente bruno-arancione. Le orecchie sono lunghe ed appuntite, con il margine esterno convesso, con una concavità sotto la punta e un antitrago grande e separato dal margine esterno da una rientranza. La foglia nasale presenta una lancetta allungata, triangolare e con i bordi leggermente concavi, un processo connettivo con il profilo arrotondato, una sella larga e con i bordi paralleli. La porzione anteriore copre interamente il muso ed ha alla base un incavo centrale profondo. Il labbro inferiore ha tre solchi longitudinali. La coda è lunga ed inclusa completamente nell'ampio uropatagio. Il primo premolare superiore è situato lungo la linea alveolare. Il cariotipo è 2n=62 FN=60.

### Ecolocazione
Emette ultrasuoni ad alto ciclo di lavoro con impulsi a frequenza costante di 75 kHz in Thailandia e 77–80 kHz nel Laos.

## Biologia

### Comportamento
Si rifugia all'interno di grotte calcaree.

### Alimentazione
Si nutre di insetti.

## Distribuzione e habitat
Questa specie è diffusa nel Myanmar orientale, Thailandia, Vietnam, Laos, Cambogia e Penisola malese settentrionale.
Vive nelle foreste secondarie, aree agricole ed altri ambienti degradati.

## Conservazione
La IUCN Red List, considerato che questa specie è ampiamente diffusa e comune e non ci sono minacce rilevanti, classifica R.malayanus come specie a rischio minimo (Least Concern)).